# Microtubulo

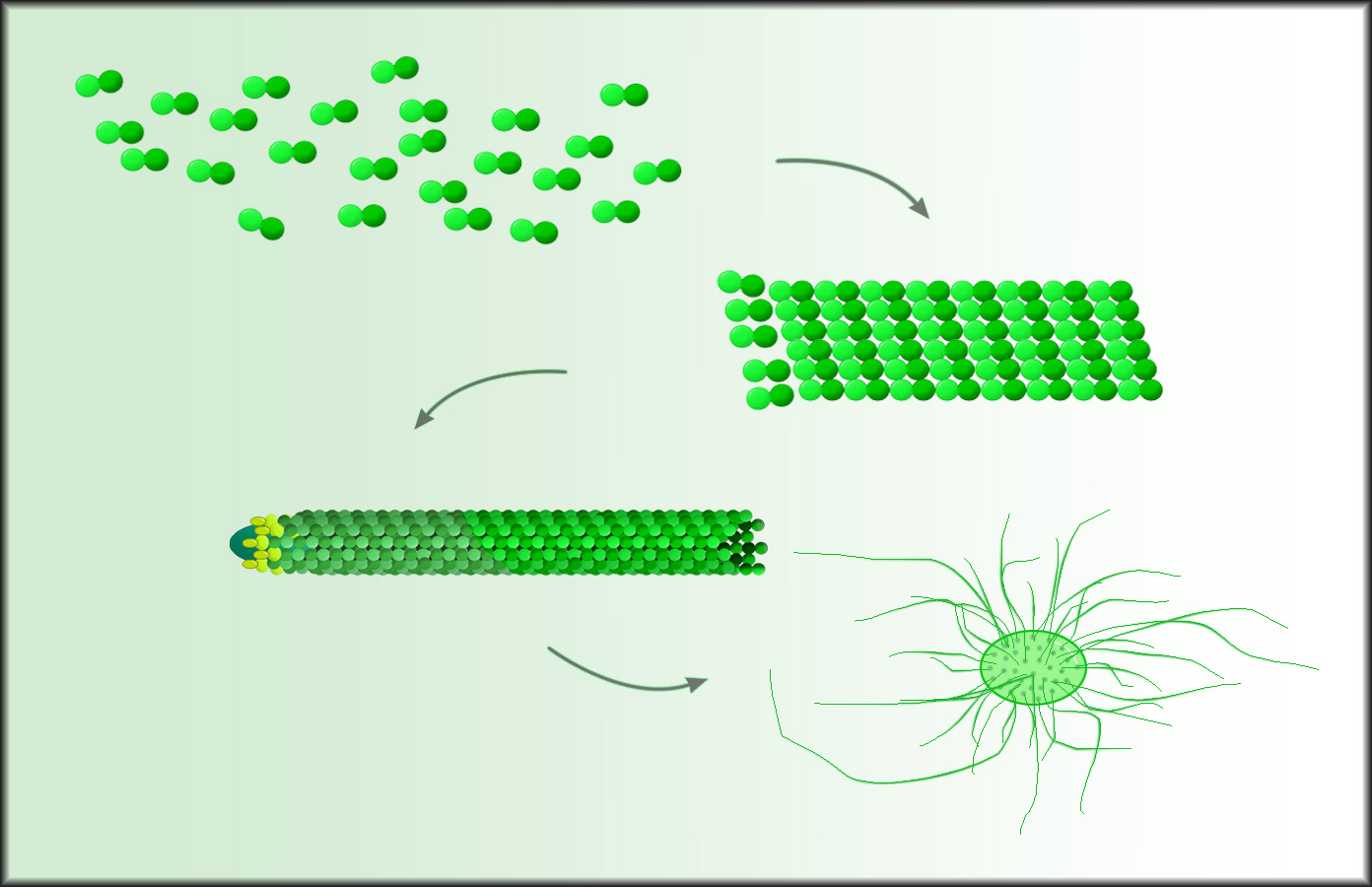
Polimerizzazione dei microtubuli

I microtubuli sono strutture intracellulari costituite da una classe di proteine chiamate tubuline. Sono complessi rigidi, labili e polari, formati da eterodimeri allineati in tubuli cavi con un diametro apparente di circa 25 nm. I microtubuli costituiscono, assieme ai microfilamenti e ai filamenti intermedi, il citoscheletro. Come tutti i componenti citoscheletrici, i microtubuli sono primariamente coinvolti nel mantenimento della forma della cellula: inoltre, essi giocano un ruolo importante nel trasporto intracellulare e nella divisione cellulare.

## Storia
Le prime osservazioni dei microtubuli risalgono agli inizi del XX secolo, quando furono osservate strutture filamentose, chiamate col termine generico di fibrillae nei flagelli e nei fusi mitotici; bisognerà attendere però fino al 1953 perché due ricercatori, Eduardo De Robertis e C.Franchi, tramite l'uso dei primi microscopi elettronici, osservino distintamente nell'assonema di fibre mieliniche tali filamenti e, nel 1963, Myron C.Ledbetter e Keith R.Porter approfondirono gli studi affermando l'ubiquità e dando una descrizione accurata dei microtubuli, nonché il nome attuale.

## Collocazione
I microtubuli sono maggiormente concentrati nella regione centrale della cellula; da qui vanno alla periferia in tutte le direzioni, senza però giungere a toccare il plasmalemma, da cui rimangono separati dal cortex actinico.

## Origine
I microtubuli originano primariamente a livello di una struttura della cellula, che è il centriolo (organulo che si trova al centro della cellula), il principale MTOC. 
Intorno al centriolo è presente del materiale di natura proteica, definito materiale pericentriolare. Importante all'interno di questo materiale è la presenza di anelli, che sono formati da un'isoforma della tubulina, ovvero la γ-tubulina. Gli anelli sono formati da 13 molecole di γ-tubulina: ogni γ-tubulina è il sito di inizio della polimerizzazione dei dimeri di α- e β-tubulina del protofilamento.
La regione della cellula formata da centriolo e materiale pericentriolare è detta centrosoma: da qui partono tutti i microtubuli, che poi si estendono in tutte le direzioni della cellula.
Poiché partono dal centriolo e poi si allontanano, separandosi fra di loro, nella zona del centriolo essi sono maggiormente concentrati: questo è il motivo per cui l'immunofluorescenza appare più marcata in questa regione centrale della cellula.

## Struttura

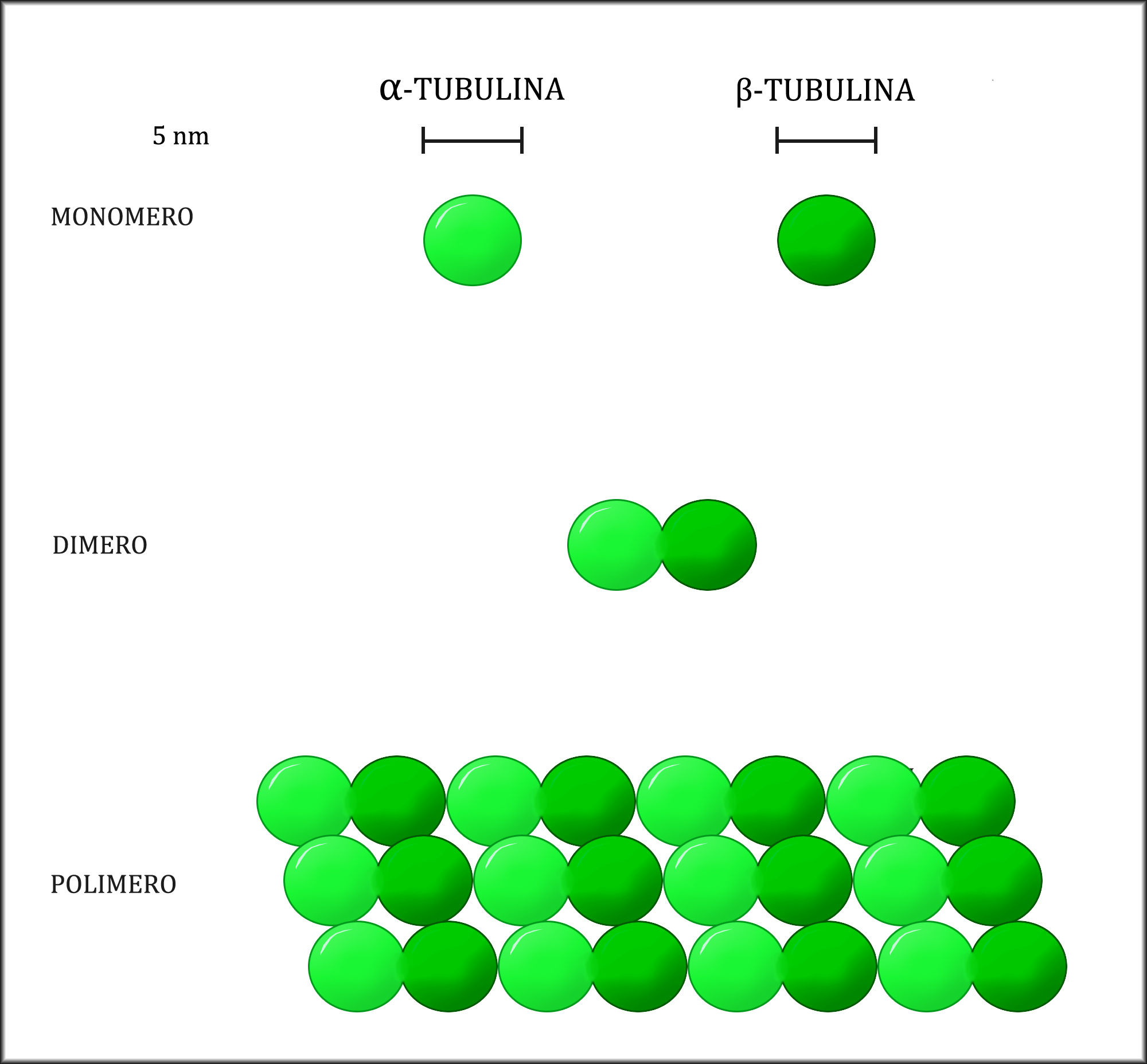
Monomero, dimero e polimero di tubuline

I microtubuli sono costituiti da eterodimeri di due polipeptidi globulari di dimensioni 4 nm x 5 nm x 8nm e 55.000 Da di peso molecolare; le due subunità fanno parte entrambe della famiglia delle tubuline e sono l' α-tubulina e la β-tubulina. 
I dimeri polimerizzano in 13 protofilamenti affiancati, sfalsati a spirale, formando un cilindro cavo con diametro esterno di 25 nm e diametro interno di 15 nm circa. La polimerizzazione segue uno schema secondo polarità, orientandosi testa-coda con la subunità α verso un'estremità, il terminale -, la subunità β verso l'opposto terminale +, determinando una diversità strutturale e chimica tra le due estremità.
Tale disposizione è dovuta ad una terza proteina, la γ-tubulina: l'interazione fra le subunità γ e α, chiamata nucleazione produce una reazione di polimerizzazione. La nucleazione avviene nei "MicroTubules Organization Center" (MTOC), principalmente i centrioli ed i cinetocori del centromero dei cromosomi mitotici, dove la γ-tubulina è presente in strutture circolari chiamate "γ-tubulin ring complex" (γTuRC).

## Identificazione dei microtubuli mediante immunofluorescenza
Questo tipo di reazione può essere utile per osservare la distribuzione dell’apparato microtubulare all’interno della cellula marcando specificamente le tubuline, ovvero quelle proteine che costituiscono i microtubuli. Per fare ciò si può usare un anticorpo primario specifico anti- tubuline e poi un altro anticorpo, detto anticorpo secondario, legato ad una molecola fluorescente, spesso la fluoresceina che emette nello spettro visibile del verde.. Quest’ultimo andrà a riconoscere l’anticorpo primario e di conseguenza le tubuline presenti.

## Funzioni
I microtubuli hanno una serie di funzioni di natura trofica e meccanica: costituiscono l'impalcatura interna di centrioli, flagelli e ciglia e sono i responsabili del transito di organuli e vescicole all'interno della cellula. Durante la divisione cellulare i microtubuli vanno a formare il fuso mitotico indispensabile per operare la ripartizione dei set di cromosomi tra le cellule figlie.
I microtubuli servono per determinare il movimento intracellulare, oltre che a costruire una sorta di impalcatura della cellula. I microtubuli di per sé non hanno un’attività motoria, ma per garantire il movimento essi devono associarsi a delle proteine motrici con funzione di ATPasi. Queste sono in grado di scindere ATP producendo l’energia necessaria per interagire con le tubuline e muoversi lungo i microtubuli, trascinando con sé eventuali macromolecole, particelle o vescicole ad esse legate. I microtubuli costituiscono quindi una sorta di binari diretti dal centro della cellula verso tutte le direzioni su cui avvengono tali spostamenti.
Esistono diverse famiglie di proteine motrici le quali possono avere un andamento preferenziale. Alcune di queste si muovono dall'estremità positiva all’ estremità negativa del microtubulo e sono dette dineine. Altre invece si muovono dall'estremità negativa all’ estremità positiva e sono dette chinesine.
I movimenti attivi di vescicole lungo i binari rappresentati dai microtubuli svolgono un ruolo importante, ad esempio, nella secrezione ghiandolare.

## Allungamento
Il microtubulo, in prossimità delle sue due estremità, può essere soggetto ad allungamento e accorciamento. Tra le due estremità però, ne è presente una in cui prevale l'allungamento e un’altra in cui prevale l’accorciamento: un’estremità sarà più propensa dell'altra ad allungarsi o ad accorciarsi. 
L’allungamento del microtubulo avviene tramite aggiunta di dimeri di α e β tubulina, mentre l’accorciamento avviene per rimozione di tali dimeri.
I dimeri di α e β tubulina polimerizzano ad una delle due estremità. Si dice che quindi i microtubuli hanno una polarità; l’estremità in cui si ha perlopiù aggiunta di dimeri (che comporta l’allungamento del microtubulo), si dice polo positivo o estremità positiva. Fenomeni di depolimerizzazione, ovvero di rimozione di dimeri, avvengono invece sull’estremità opposta, di solito rivolta verso il MTOC di origine. Quest’ultima estremità è detta polo negativo o estremità negativa del microtubulo.
La distinzione di un’estremità positiva e di una negativa è dovuta ad un preciso motivo: la polimerizzazione dei dimeri α- e β tubulina, avviene in presenza di ione magnesio (Mg2+) e GTP.
Succede che i dimeri α-β legano il GTP, formando il dimero α-β -tubulina-GTP.
Quando il dimero α-β lega il GTP, esso risulta affine ad altri dimeri di tubulina, per cui avviene la polimerizzazione. Dopo un certo tempo però, si ha che il GTP viene idrolizzato a GDP, per cui si formerà un dimero α-β -tubulina-GDP. In questo caso, ovvero quando il dimero lega il GDP, esso risulta essere meno affine agli altri dimeri di tubulina e avrà quindi una tendenza a staccarsi da questi. Poiché ci vuole un certo tempo per convertire GTP in GDP, è chiaro che i primi dimeri che si sono formati, avranno formato per primi il GDP rispetto ai nuovi, mentre gli ultimi dimeri che si sono formati avranno ancora legato a sé il GTP. I dimeri vecchi avranno quindi legato il GDP, quelli nuovi legheranno ancora il GTP. Si può quindi dedurre che la porzione vecchia sarà più soggetta a depolimerizzazione, in quanto i dimeri hanno minore affinità a legarsi tra di loro. Per cui essa sarà la regione in cui probabilmente avverrà l’accorciamento, in quanto ci sono dimeri che stanno perdendo la loro affinità per gli altri dimeri. La regione opposta, quella di nuova sintesi, ha invece ancora legato il GTP, per cui è ancora in grado di legare altri dimeri.

## Equilibrio dinamico
In base a quanto detto sopra, i microtubuli del citoscheletro sono caratterizzati per un’intrinseca instabilità dinamica, in quanto soggetti continuamente ad essere allungati (polimerizzazione) o accorciati (depolimerizzazione), a seconda dell’esigenza della cellula.
L’instabilità dinamica dipende dalla concentrazione di GTP e (Mg2+):
- Se la concentrazione di GTP è alta, allora si assiste a fenomeni di polimerizzazione, per cui il microtubulo si allunga: infatti, in questo caso i dimeri di tubulina che si aggiungono sono maggiori rispetto ai dimeri di tubulina che si staccano.

- Viceversa, se la concentrazione di GTP è bassa i dimeri che si aggiungono sono minori rispetto ai dimeri che si staccano: per questo motivo si assiste a fenomeni di depolimerizzazione.

Un ulteriore modulatore dell’equilibrio dinamico è la concentrazione locale di (Mg2+), che la cellula può rapidamente variare quando ha necessità di rimodellare il proprio citoscheletro microtubulare.
Un caso estremo avviene quando per molto tempo la concentrazione di GTP è bassa: in questo caso tutti i dimeri di tubulina hanno legato la GDP. Per questo motivo si avrà il disassemblamento completo del microtubulo, che quindi scompare (si parla infatti di catastrofe del microtubulo).
I microtubuli di solito raggiungono il cosiddetto equilibrio dinamico, in cui la lunghezza del microtubulo rimane costante (il numero di dimeri che polimerizzano all’estremità + è uguale al numero di dimeri che depolimerizzano all’estremità -; il termine ‘dinamico’ sta appunto ad indicare che, anche se il microtubulo non varia in lunghezza, i dimeri che lo compongono non rimangono gli stessi.

## Classificazione
Esistono diversi isotipi di tubulina con diverse funzioni; le isoforme umane della tubulina sono 6 per α-tubulina e 7 per β-tubulina, espresse da altrettanti geni a vari livelli in differenti tessuti e cellule.
In base al ruolo si possono identificare quattro tipi di microtubuli: 
| Gruppo       | Ruolo |
| ------------ | --- |
| Stabili      | MT costituenti ciglia, flagelli e centromeri. |
| Stabilizzati | MT che concorrono, nelle cellule differenziate, a mantenere una disposizione dei restanti organi cellulari confacente alle necessità e attività cellulari.                                                                        |
| Instabili    | MT che si ritrovano nelle cellule appena uscite dalla fase M del ciclo cellulare e che, per il processo dell'instabilità dinamica, come braccia che si allungano e ritraggono velocemente, riorganizzano la morfologia cellulare. |
| Labili       | MT che organizzano il fuso mitotico e rientrano a far parte dell'apparato riproduttivo della cellula; posseggono due doppiette.                                                                                                   |

## Proteine associate ai microtubuli (MAPs)
Le diversità funzionali dei microtubuli sono dovute a diverse caratteristiche, fra le quali la presenza di proteine associate ai microtubuli (MAPs), che convertono la rete instabile di microtubuli in una ossatura relativamente permanente con proteine che incapsulano le estremità del microtubulo impedendone la depolimerizzazione.
Le MAPs hanno affinità per la tubulina: per cui si associano al microtubulo e lo stabilizzano, impedendo alla tubulina di staccarsi.
Una volta terminato il loro compito di stabilizzazione per i microtubuli, le MAP devono potersi distaccare dal microtubulo stesso: per fare ciò intervengono le MAP-chinasi, le quali aggiungono gruppi fosfato alle MAP. Le MAP fosforilate perdono affinità per i microtubuli, per cui si staccano da essi: in questo modo i microtubuli possono di nuovo allungarsi o accorciarsi, a seconda delle esigenze cellulari.
Fra le MAPs più importanti troviamo: MAP-1, MAP-2, TAU e MAP-4.

## Azione di farmaci
Alcuni farmaci agiscono alterando la dinamica dei microtubuli; essi comprendono i farmaci della classe del taxolo usati nella lotta contro il cancro, quali ad esempio il paclitaxel.
Il mebendazolo danneggia e impedisce lo sviluppo dei microtubili in alcune famiglie di vermi; per questo appartiene ai farmaci antielmintici. Il mebendazolo è stato sperimentato anche nella lotta contro il carcinoma del polmone e il carcinoma adrenocorticale (tumore delle ghiandole surrenali).

## Patologie correlate
Patologie a carico dei microtubuli sono le taupatie: sono malattie che derivano da un non corretta interazione fra proteina TAU e microtubulo.
In particolare, la proteina TAU subisce delle modifiche post-traduzionali (come un’iperfosforilazione o una acetilazione), che la portano a ripiegarsi in maniera errata e ad aggregarsi, formando dei grovigli neurofibrillari.
In particolare, l’iperfosforilazione della proteina TAU, presente negli assoni dei neuroni, comporta il permanente distacco dei microtubuli dalla proteina stessa, che risulta essere meno affine ad essi: ritrovandosi privi del loro “cappuccio” di sostegno, i microtubuli non sono resistenti e quindi si disassemblano. Questo è ciò che accade nella malattia di Alzheimer:  in questa patologia, infatti, non essendoci più i microtubuli, viene meno il trasporto dei neurotrasmettitori (che normalmente venivano trasportati tramite vescicole, grazie proprio ai microtubuli). In questo modo non c'è più una comunicazione fra un neurone e l'altro. Assieme alla deposizione di fibrille amiloidi extracelluari, questo fenomeno contribuisce al danno del tessuto nervoso che è alla base della sintomatologia ingravescente tipica di questi pazienti.